# Chaz Jankel
Charles Jeremy (Chaz) Jankel (Stanmore (Middlesex), 16 april 1952), is een Britse singer-songwriter, arrangeur, composer, multi-instrumentalist en producent. In een muziekcarrière van meer dan 40 jaar werd Jankel eind jaren 1970 bekend als gitarist en toetsenist van de rockband Ian Dury and the Blockheads. Samen met Dury schreef Jankel enkele van de bekendste nummers van de band, waaronder Sex & Drugs & Rock & Roll, Hit Me with Your Rhythm Stick en Reasons to Be Cheerful, Part 3.
Naast zijn werk bij The Blockheads heeft Jankel een solocarrière gehad wat heeft geresulteerd in negen studioalbums. Hij heeft een lange lijst aan vermeldingen als artiest en als songwriter.

## Carrière
Geïnspireerd door Lonnie Donegan, begon hij op 7-jarige leeftijd de Spaanse gitaar te spelen en ging daarna piano studeren. Hij zat op het internaat Mill Hill School en werd gedurende zijn tijd daar fan van de Amerikaanse rock-, funk- en soulband Sly & the Family Stone. Jankels voorliefde voor deze stijl was later verantwoordelijk voor een groot deel van de funk-invloed op de muziek van The Blockheads en beïnvloedde ook de solocarrière van Jankel. Als student aan de kunstacademie Saint Martin's School of Art speelde hij van 1972 tot 1973 met de folkrockband Byzantium.
In 1973 droeg Chaz Jankel het nummer Let's Go bij aan het album Good to Be Alive van Long John Baldry. Daarna trad hij toe tot de folkrockband Jonathan Kelly's Outside en werkte aan hun enige album ...Waiting on You, dat begin 1974 werd uitgebracht. Jankel begon in het begin van de jaren 1970 te werken met Ian Dury als onderdeel van de pubrockband Kilburn & the High Roads. Hij ging met Dury werken aan albums zoals New Boots and Panties!! uit 1977 en de albums van The Blockheads, waaronder de publicatie Do It Yourself uit 1977, voordat hij de band verliet. In 1981 voegde Jankel zich weer bij Dury, zonder The Blockheads, voor zijn tweede soloalbum Lord Upminster, waaruit de Amerikaanse Top 40-dancehit Spasticus Autisticus voortkwam, die hij deels schreef.
Na het verlaten van de Blockheads, streefde Jankel naar een solocarrière en bracht vier studioalbums uit voor A&M Records, waaronder zijn gelijknamige debuut uit 1980 en Chasanova uit 1981, dat ook werd uitgebracht onder de titel Questionnaire. Dit album bevatte belangrijke lyrische bijdragen van Ian Dury en muzikale bijdragen van twee van The Blockheads, bassist Norman Watt-Roy en drummer Charlie Charles en bevatte ook de Amerikaanse dancehit Glad to Know You, een van de nummers met teksten geschreven door Dury, plus de MTV-muziekvideo van het titelnummer. In 1981 had Quincy Jones een Britse hit met een coverversie van Jankels Ai No Corrida, die in april van dat jaar nummer 14 bereikte. Het lied werd ook gecoverd door The Nylons en Laura More met Uniting Nations. In 2005 piekte de versie van de Uniting Nations op nummer 18 in het Verenigd Koninkrijk.
Jankel bereikte in 1982 nummer 1 in de Hot Dance Music/Club Play-hitlijst met de driedubbele A-kant Glad to Know You/3.000.000 Synths/Ai No Corrida. Zijn single Number One ging naar nummer 1 in de clubs in Frankrijk en werd gebruikt in de film Real Genius uit 1985. Hij bracht vervolgens de albums Chazablanca uit in 1983 en Looking at You in 1985. In 1985 verwierp Jerry Moss, de opnameleider van A&M, de publicatie van zijn vijfde album en beëindigde zijn opnamecarrière bij het label.
Nadat beide ouders van Jankel waren overleden, verhuisde hij in 1988 naar de Verenigde Staten en woonde daar een aantal jaren, voordat hij terugkeerde naar het Verenigd Koninkrijk om zich weer bij The Blockheads te voegen, waar hij met Dury aan hun laatste twee albums Mr. Love Pants (1998) en Ten More Turnips from the Tip (2000) werkte en op welk latere album hij de leadzang deed op het nummer I Could Lie. Na de dood van Dury in 2000 bleef Jankel schrijven en optreden met The Blockheads, waarbij Dury's voormalige vriend en oppas Derek Hussey de vervanger van Dury was.
Jankel heeft verschillende componistenvermeldingen voor films, waaronder K2 en DOA (1988), die mede werd geregisseerd door zijn zus Annabel Jankel. Jankel componeerde het merendeel van de muziek voor de Dury biopic Sex & Drugs & Rock & Roll, waarin hij werd gespeeld door Tom Hughes. Jankel ontving een BAFTA-nominatie voor de muziek van de film.
In 2010 bracht Jankel zijn eerste compilatiealbum My Occupation - The Music of Chaz Jankel uit met de nummers Ai No Corrida, Glad to Know You en You're My Occupation. Dit album bevatte ook het extra nummer Get Myself Together.
Sinds 2001 bracht Jankel platen uit op zijn eigen CJ Records-label.

## Privéleven
Jankel verhuisde in september 1988 naar Venetië, Los Angeles. Hij woonde samen met zijn Zweedse vriendin Catharina Hemberg. Ze trouwden op het eiland Kauai. Ze hadden een zoon Tao, geboren in Hollywood in 1990, die momenteel werkt voor Business Sweden.
Chaz en Catharina scheidden, zij verhuisde terug naar Zweden en hij verhuisde in 1992 terug naar het Verenigd Koninkrijk, waar hij zijn toekomstige vrouw, de kunstenaar Elaine O'Halloran, ontmoette. Ze hadden elkaar ontmoet op de set van de film The Rachel Papers, waar ze assistent-editor was. Het echtpaar heeft een zoon Lewis Shay Jankel, een dj, producent, zanger en songwriter die de artiestennaam Shift K3Y gebruikt.
Jankels oudere broer Tony heeft samengewerkt met Jankel, de auto-ontwerpers en -fabrikanten. Zijn zus Annabel Jankel is een film- en televisieregisseur die in 2018 het Britse filmdrama Tell It to the Bees regisseerde. Jankel schreef het pianostuk Unresolved, dat in de soundtrack voorkomt.
Vanaf januari 2019 blijft Jankel actief met optredens in het Verenigd Koninkrijk, optredens met The Blockheads en samenwerken met Eos Counsell aan piano- en vioolcomposities.

## Discografie

### Albums
- 1980: Chas Jankel
- 1981: Chasanova (Amerikaanse titel: Questionnaire)
- 1983: Chazablanca
- 1984: Looking at You
- 2001: Out of the Blue
- 2003: Zoom
- 2005: Experience
- 2007: My Occupation - The Music of Chas Jankel

### Filmmuziek
- 1987: Making Mr. Right
- 1988: D.O.A.
- 1988: Earth Girls Are Easy
- 1989: The Rachel Papers
- 1990: Tales from the Darkside: The Movie
- 1991: K2

- Bibsys: 62553
- Biblioteca Nacional de España: XX887781
- Bibliothèque nationale de France: cb138955759 (data)
- Gemeinsame Normdatei: 13441652X
- International Standard Name Identifier: 0000 0000 5948 1276
- Library of Congress Control Number: n91074082
- MusicBrainz: ae49f3a6-8610-4bd2-97b9-795f5e78cd3e
- Nationale Bibliotheek van Polen: a0000001739051
- Virtual International Authority File: 27252087
- WorldCat: E39PBJhmPHxPVDc8QfYtcXJxDq